# بدر للطيران

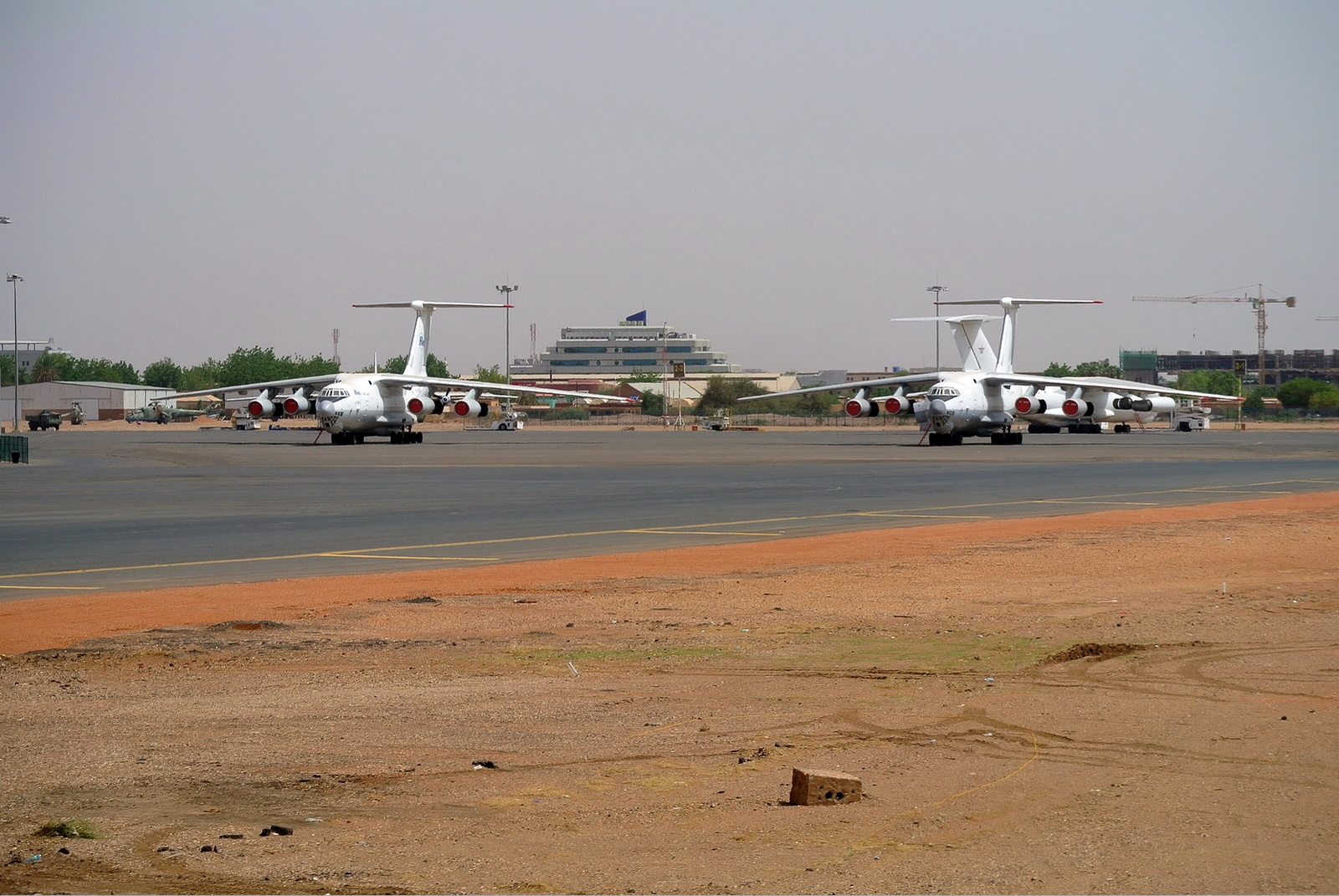
طائرات شركة بدر في مطار الخرطوم

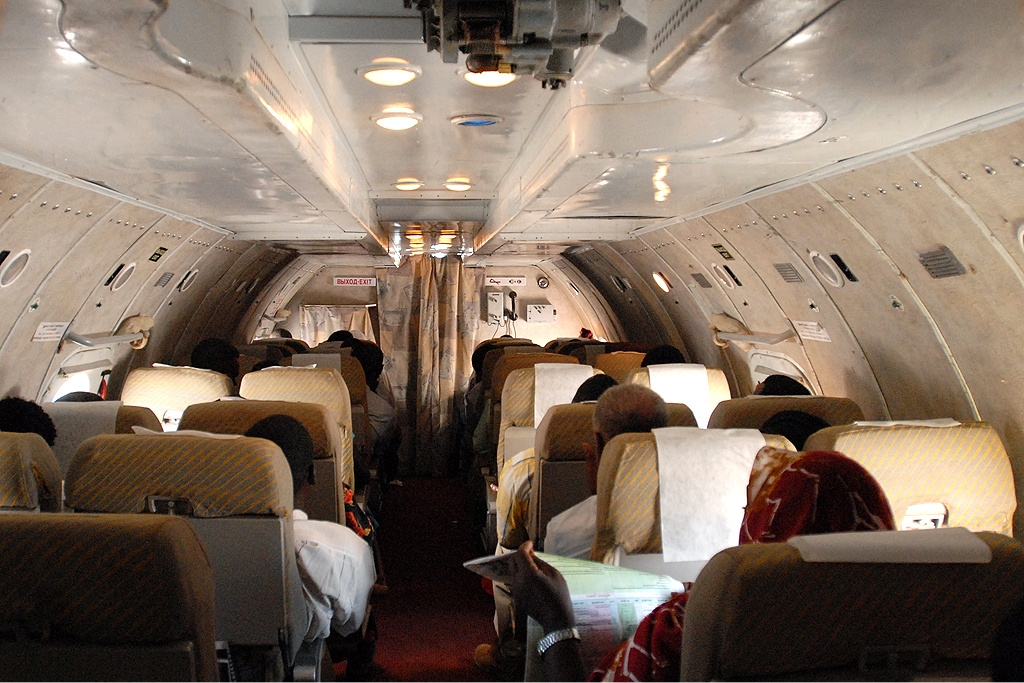
احدى طائرات الشركة من الداخل

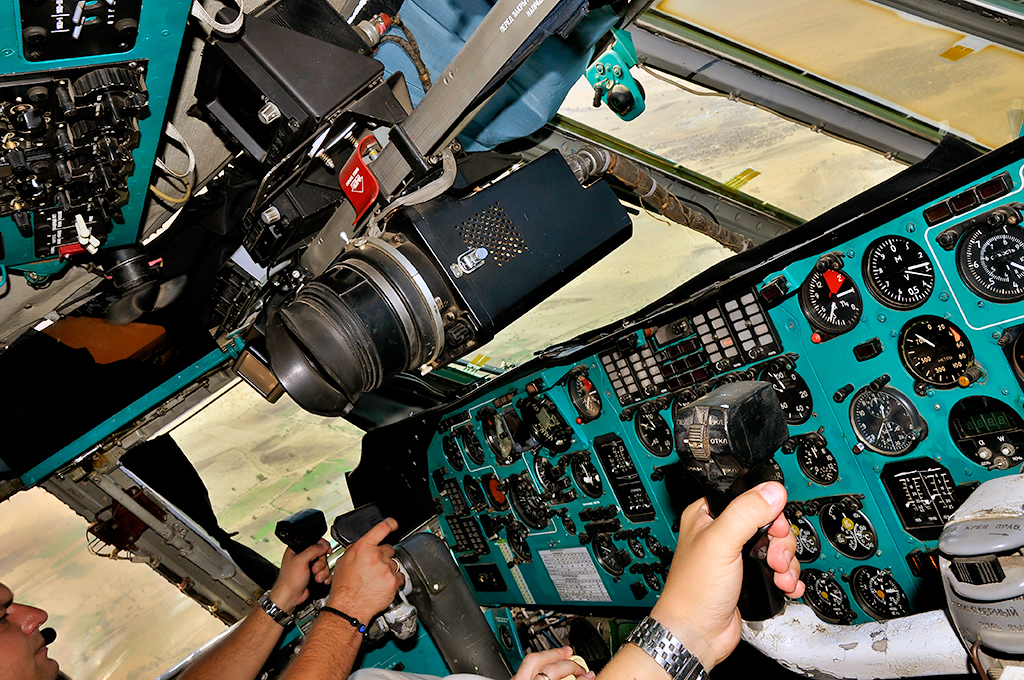
كابينة قيادة احدى الطائرات

بدر للطيران هي شركة طيران خاصة، تتخذ من مطار الخرطوم الدولي مركزاً لعملياتها، تعتبر الشركة هي الناقل لمجموعة متنوعة من العملاء في كل من قطاع المنظمات، المؤسسات الحكومية والقطاع الخاص، وتشارك أيضاً في مجال الإغاثة الجوية في الجزء الجنوبي والغربي من السودان وكذلك في مجال مشاريع تطوير النفط الوطنية. وتشارك الشركة بشكل رئيسي في نقل البضائع للمساعدات الإنسانية التي يقدمها برنامج الأغذية العالمي واليونيسيف ومنظمة أطباء بلا حدود، منظمة الأغذية والزراعة ومنظمة الصليب الأحمر، حيث تغطي معظم المواقع في السودان لنحو 3 سنوات كانت بدر للطيران الناقل الرسمي للركاب والبضائع للجنة العسكرية المشتركة في جبال النوبة، وخلال هذه الفترة اكتسبت الشركة خبرة جيدة في عمليات الدعم واسعة النطاق شاملة في جميع أنحاء السودان، وعلاوة على ذلك قدمت بدر للطيران الدعم الجوي المكثف خلال أول 6 أشهر من نشر الاتحاد الأفريقي في دارفور. في الآونة الأخيرة قدمت الشركة دعما جويا كبيرا للحكومة المؤقتة لجنوب السودان. وتم نقل أكثر من 2000 راكب خلال فترة 5 أسابيع. كما قامت بدر للطيران بتنفيذ الرحلة التاريخية لزعيم الحركة الشعبية الدكتور جون قرنق في أول زيارة له إلى الخرطوم بعد 21 عاما كجزء من تنصيب الحكومة الجديدة في السودان بعد إبرام اتفاق السلام التاريخي.

## الأسطول
اعتباراً من فبراير 2019، يتكون أسطول بدر للطيران من الطائرات التالية:

طائرات للشحن الجوي 
2

| الطائرات      | في الخدمة | طلبيات |
| ------------- | --------- | ------ |
| بوينغ 300-737 | 2         |        |
| بوينغ 500-737 | 4         |        |
| بوينغ 800-737 | 1         |        |
| المجموع       | 9         |        |

## الوجهات
| الوجهات                                                                       |
| ----------------------------------------------------------------------------- |
| الرحلات الداخلية: بورتسودان، كسلا، الدمازين، الأبيض، الجنينة، نيالا، الفاشر   |
| الرحلات الدولية: جوبا، دبي، أديس ابابا، جدة، القاهرة، اسطنبول، الدوحة، أبوظبي |

## حوادث
سبتمبر 2017: رحلة بدر للطيران الحاملة للرقم J4341 القادمة من مطار الدمازين والمتوجهة إلى مطار الخرطوم، إصطدمت بطائر ضخم ألحق أضراراً بليغة بمقدمة الطائرة، وقد هبطت الطائرة في مطار الخرطوم بدون أي خسائر بشرية.